# Cheong Fatt Tze Mansion

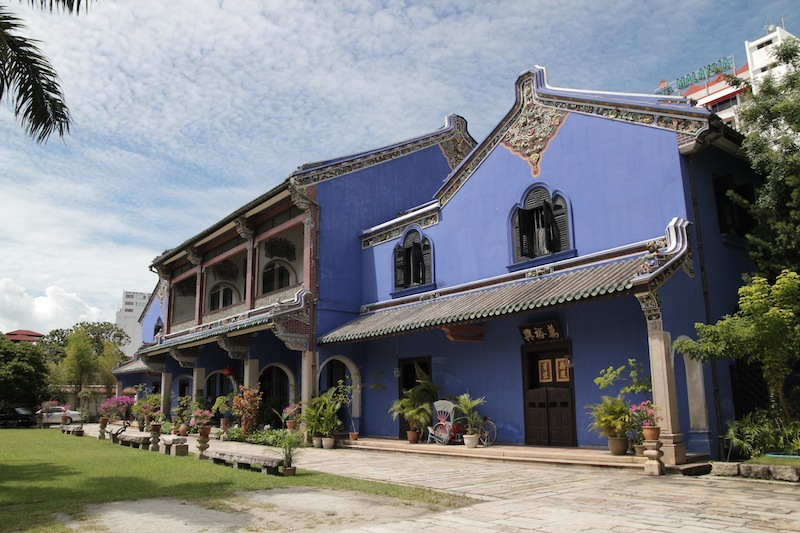
Cheong Fatt Tze Mansion

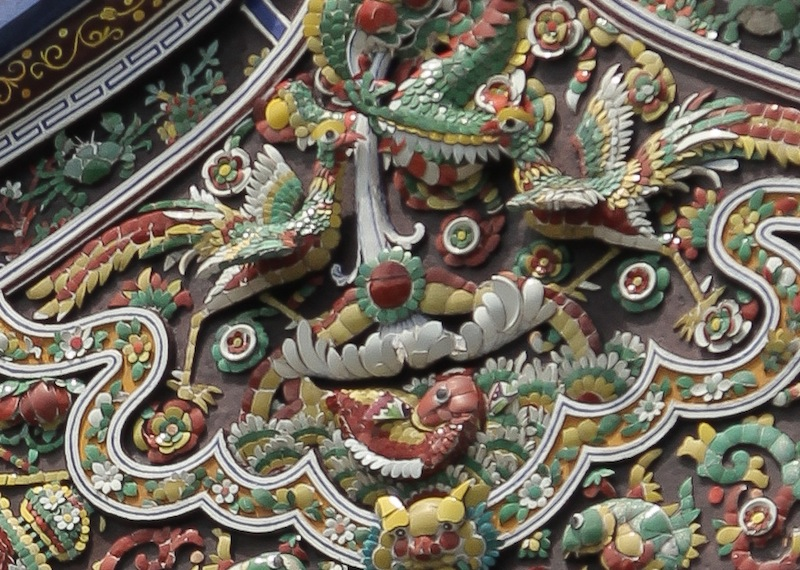
Porseleine details in de gevel

Cheong Fatt Tze Mansion is een landhuis in de Maleisische stad George Town. Het is tegenwoordig ingesloten in de stad en in gebruik als hotel.
De villa werd eind 19e eeuw gebouwd in opdracht van de Chinese zakenman en politicus Cheong Fatt Tze. Het gebouw heeft sterke Chinese invloeden en is ontworpen volgens de principes van Feng Shui. Het heeft een opvallende blauwe kleur met porseleinen details in de gevel en Jugendstilramen. Het huis heeft 38 kamers, vijf binnenplaatsen en zeven trappenhuizen.

## De villa in films
Het huis wordt ook wel The Blue Mansion genoemd. Het diende in 2009 namelijk als decor in de gelijknamige film. Eerder werd ook de Franse film Indochine hier opgenomen.